# Dany Robin
Dany Robin (Clamart, 14 aprile 1927 – Parigi, 25 maggio 1995) è stata un'attrice francese.

## Biografia
Dopo aver vinto nel 1943 il primo premio per la danza al Conservatoire national supérieur de musique et de danse di Parigi, entrò a far parte della compagnia di danza di Roland Petit e fu ballerina classica all'Opéra di Parigi. Dopo aver lasciato la danza per studiare recitazione, frequentò il Conservatoire national supérieur d'art dramatique, e fece il suo debutto sul grande schermo nel film Lunegarde (1943) di Marc Allégret. Notata dal regista Marcel Carné, interpretò un ruolo secondario nel film Mentre Parigi dorme (1946), ma fu nella commedia Il silenzio è d'oro (1947) di René Clair che la Robin si affermò definitivamente nel cinema.
L'anno successivo, recitò accanto a Louis Jouvet in Gli anni più belli (1948) di Henri Decoin, e nei primi anni cinquanta interpretò diversi ruoli da "ingenua maliziosa", figura tipica del cinema e del teatro francese. Apparve accanto a Jean Marais in due film, Gli amanti di mezzanotte (1953) e Il peccato di Giulietta (1953), e ottenne grande successo di pubblico nella parte della giovane bohèmienne Violetta in Le avventure di Cadet Rousselle (1954) di André Hunebelle, accanto a François Périer, e nel ruolo di Antoinette Dubois, protagonista di Frou-Frou (1955), ultimo film diretto da Augusto Genina.
L'attrice interpretò numerose frizzanti commedie anche negli anni sessanta, come Le parigine (1962), e pellicole d'avventura come L'indomabile (1962). Nel 1963 ebbe una breve parentesi hollywoodiana quando la MGM la chiamò per interpretare la commedia Per sempre con te di Richard Thorpe. Concluse la sua carriera cinematografica con l'ambiguo ruolo di Nicole Devereaux, moglie di un agente segreto (Frederick Stafford) nel thriller di spionaggio Topaz (1969) di Alfred Hitchcock
La Robin ebbe anche un'intensa carriera teatrale, con importanti ruoli in opere classiche, tra le quali L'Invitation au château (1958) e Léocadia (1960) di Jean Anouilh, Don Giovanni o Il convitato di pietra e Il misantropo di Molière, entrambe rappresentate nel 1963. Fece la sua ultima apparizione sul palcoscenico, nell'estate del 1994, nella pièce Le Bal des voleurs di Anouilh, al Festival teatrale dell'Anjou, dipartimento Maine e Loira.
Sposata dal 1951 al 1969 con l'attore Georges Marchal, da cui ebbe due figli e con il quale recitò in film e opere teatrali, Dany Robin si risposò nel 1969 con il produttore britannico Michael Sullivan. Entrambi morirono il 25 maggio 1995, nell'incendio del loro appartamento parigino all'8 di rue du Commandant-Schloesing, nel XVI arrondissement di Parigi, nei pressi del cimitero di Passy.

## Filmografia parziale
- Lunegarde, regia di Marc Allégret (1946)
- Mentre Parigi dorme (Les Portes de la nuit), regia di Marcel Carné (1946)
- Il silenzio è d'oro (Le Silence est d'or), regia di René Clair (1947)
- La sconfitta di Don Giovanni (Une jeune fille savait), regia di Maurice Lehmann (1948)
- Gli anni più belli (Les Amoureux sont seuls au monde), regia di Henri Decoin (1948)
- La passeggera (La Passagère), regia di Jacques Daroy (1949)
- La ladra di Parigi (La Voyageuse inattendue), regia di Jean Stelli (1950)
- La sete degli uomini (La Soif des hommes), regia di Serge de Poligny (1950)
- Il più bel peccato del mondo (Le plus joli péché du monde), regia di Gilles Grangier (1951)
- Gioventù incompresa (Une histoire d'amour), regia di Guy Lefranc (1951)
- La sconfitta dello scapolo (Elle et moi), regia di Guy Lefranc (1952)
- Henriette (La Fête à Henriette), regia di Julien Duvivier (1952)
- Gli amanti di mezzanotte (Les Amants de minuit), regia di Roger Richebé (1953)
- Il peccato di Giulietta (Julietta), regia di Marc Allégret (1953)
- Atto d'amore (Un acte d'amour), regia di Anatole Litvak (1953)
- Tempi nostri - Zibaldone n. 2, regia di Alessandro Blasetti, Paul Paviot (1954)
- L'eroe della Vandea (Les Révoltés de Lomanach), regia di Richard Pottier (1954)
- Le avventure di Cadet Rousselle (Cadet Rousselle), regia di André Hunebelle (1954)
- Scalo a Orly (Escale à Orly), regia di Jean Dréville (1955)
- Napoleone Bonaparte (Napoléon), regia di Sacha Guitry (1955)
- Frou-Frou, regia di Augusto Genina (1955)
- Paris canaille, regia di Pierre Gaspard-Huit (1956)
- Plotone di esecuzione (Quand sonnera midi), regia di Edmond T. Gréville (1958)
- Mimi Pinson, regia di Robert Darène (1958)
- Dragatori di donne (Les Dragueurs), regia di Jean-Pierre Mocky (1959)
- Storie d'amore proibite (Il cavaliere e la zarina) (Le Secret du Chevalier d'Éon), regia di Jacqueline Audry (1959)
- Causa divorzio amore (Scheidungsgrund: Liebe), regia di Cyril Frankel (1960)
- La francese e l'amore (La Française et l'amour), regia di Michel Boisrond, Christian-Jaque (1960)
- Amori celebri (Amours célèbres), regia di Michel Boisrond (1961)
- Le parigine (Les Parisiennes), regia di Marc Allégret, Claude Barma (1962)
- Il generale non si arrende (Waltz of the Toreadors), regia di John Guillermin (1962)
- I misteri di Parigi (Les Mystères de Paris), regia di André Hunebelle (1962)
- L'indomabile (Mandrin), regia di Jean-Paul Le Chanois (1962)
- Per sempre con te (Follow the Boys), regia di Richard Thorpe (1963)
- Spia S.05 missione infernale (Sursis pour un espion), regia di Jean Maley (1965)
- Il club dei libertini (The Best House in London), regia di Philip Saville (1969)
- Topaz, regia di Alfred Hitchcock (1969)

## Doppiatrici italiane
- Renata Marini in Tempi nostri - Zibaldone n. 2
- Rina Morelli in Frou-Frou
- Maresa Gallo in Topaz